# Mexicaanse vos
De Mexicaanse vos (Nymphalis cyanomelas) is een vlinder uit de familie Nymphalidae, de vossen, parelmoervlinders en weerschijnvlinders. De wetenschappelijke naam van de soort is, als Vanessa cyanomelas, in 1848 gepubliceerd door Edward Doubleday.

## Verspreiding en leefgebied
Deze soort komt voor van zuidelijk Mexico tot El Salvador. 